# 植地毅
植地 毅（うえち たけし、1972年 - ）は、東京都原宿出身のフリーライター、グラフィックデザイナー。
洋ゲーについて語るときは、マスク・ド・UH名義を使用。

## 略歴
グラフィックデザイナーとして、ロック、パンク系統のレコードジャケットやTシャツを手掛けていたが、1995年に『GON!』と『スーパー写真塾』でライターデビュー。映画、音楽、漫画などのライターなどとして活動する。
2003年にロックスター・ゲームスに入社。日本で『グランド・セフト・オート』シリーズの普及などに関わる。
2006年に同社を退社後は、主に「マスク・ド・UH」として洋ゲー専門のライターとして活動し、ファミ通などで連載を持つ。2011年にバンコクに移住。

## 著書

### 単著
- 爆走!!アクション・ムービー・ジャンキーズ―’90sアクション映画観戦ガイド 水声社 1998.9
- デス・オモチャ 2000年 徳間書店 (ROMAN ALBUM HYPER MOOK 9) 2000.6
- 絶滅危惧ビデオ大全 三才ブックス 2007.8

### 共著
- マンガ地獄変 宇田川岳夫,吉田豪他共著 水声社 1996.10
- 悶絶!プロレス秘宝館 共著、バーン・コーポレーション 1997.2
- タイマン!男魂マンガ高校 (マンガ地獄変2) 吉田豪、大西祥平他共著 1997.8
- 悶絶!プロレス秘宝館vol.2 共著 バーン・コーポレーション 1997.12
- トラウマ・ヒーロー総進撃! (マンガ地獄変3) 大久保太郎、大西祥平他共著 1998.2
- 仁義なき戦い 浪漫アルバム 杉作J太郎共編　徳間書店 1998.5
- 悶絶!プロレス秘宝館vol.3 共著 バーン・コーポレーション 1999.4
- 東映ピンキー・バイオレンス浪漫アルバム 杉作J太郎共編　徳間書店 1999.6
- 激辛!アジアン・ムービー・ジャンキーズ ギンティ小林、木内玄他共著 水声社 1999.7
- 超クソゲーINTERNATIONAL バトルゲーム大全 ソニー茨城、灸怜太共著 太田出版 2002.2
- 洋ゲー通信 Airport 51 マスク・ド・UH名義、須田剛一共著 エンターブレイン 2008.9
- トラック野郎 浪漫アルバム 杉作J太郎共編 2014.4
- 東映スピード・アクション浪漫アルバム  杉作J太郎共編 2015.9
- 不良番長 浪漫アルバム 杉作J太郎共編 徳間書店, 2017.3
- 東映実録バイオレンス 浪漫アルバム 杉作J太郎共編 徳間書店, 2018.4